# 包帯男/八幡の薮知らず
「包帯男/八幡の薮知らず」(ほうたいおとこ/やはたのやぶしらず)は、日本のヴィジュアル系バンド、R指定が2014年10月8日に発売した、通算17枚目のシングル。

## 概要
- R指定初の両A面シングル。カップリング曲は収録されていない。
- 2形態の初回限定盤のリリースで、初回限定盤Aには表題曲「包帯男」のPVとメイキング映像が収録されたDVDが、初回限定盤Bには表題曲「八幡の薮知らず」のPVとメイキング映像が収録されたDVDが封入されている。因みに、この2曲のPVのストーリーは繋がっている。
- 自身初のオリコン週間ランキングでトップ10以内に入った作品で、現在も自身の最高順位をマークしている。

## 収録曲

### CD
1. 包帯男
シングルのA面の曲としては珍しく、現在でもアルバムに収録されていない楽曲である。
2. 八幡の薮知らず

### 初回限定盤DVD

#### 初回限定盤A
1. 包帯男 PV
2. 包帯男 PV Making

#### 初回限定盤B
1. 八幡の薮知らず PV
2. 八幡の薮知らず PV Making

## 収録アルバム
オリジナルアルバム
- 『少女喪失 -syojosoushitsu-』(#2)